# Adolf von der Lippe
Bernhard Friedrich Gustav Adolf von der Lippe (* 10. März 1845 in Oldenburg, Großherzogtum Oldenburg; † 27. Oktober 1919 in Brissago, Kanton Tessin) war ein preußischer Generalmajor.

## Leben

### Familie
Adolf von der Lippe, Spross einer oldenburgischen Linie des uradeligen westfälischen Geschlechtes Lippe, war Sohn des großherzoglich oldenburgischen Artillerie-Obersten Gerhard von der Lippe (1795–1867) und dessen Ehefrau Anna, geborene Plagge (1817–1859). Adolfs einziger und jüngerer Bruder war der königlich preußische Hauptmann Bernhard von der Lippe (1846–1888), der 1871 im Deutsch-Französischen Krieg in der Schlacht bei Saint-Quentin eine schwere Verwundung erlitten hatte, an der dieser Jahre später verstarb. Am 10. November 1887 erhob Wilhelm I. ihn und seinen Bruder im Sinne einer „gnadenweisen“ Adelsbestätigung in den preußischen Adelsstand.
Am 23. Februar 1873 heiratete Adolf von der Lippe Dorothea Caroline Ravené (1855–1930), eine Tochter des Geheimen Kommerzienrats und Kunstmäzens Pierre Louis Ravené aus dessen Ehe mit Edmunde Natalie Amande Ravache (1817–1890). Das Paar hatte drei Söhne und zwei Töchter. Der erstgeborene Sohn Adolf, genannt Abu (1875–1936), wurde preußischer Rittmeister, 1899 unter Louis Botha Kommandant eines Buren-Korps im Zweiten Burenkrieg und 1914 kurzzeitig Hofstallmeister des Fürsten von Albanien, Wilhelm zu Wied. Durch einen tragischen Unglücksfall in Düsseldorf verstarb im Mai 1893 die 1877 in Paris geborene Tochter Dorothea, genannt Puppe.

### Militärlaufbahn
Adolf von der Lippe beschritt gemäß Familientradition eine Offizierskarriere. Nach dem Besuch des Kadettenkorps wurde er am 2. Mai 1863 als Sekondeleutnant dem 7. Rheinischen Infanterie-Regiment Nr. 69 der Preußischen Armee in Mainz überwiesen. Im Krieg gegen Österreich nahm er 1866 an den Kämpfen bei Hühnerwasser, Münchengrätz und Königgrätz teil. Bei der Mobilmachung des Krieges gegen Frankreich wurde er am 18. Juli 1870 Adjutant beim Generalgouvernement am Rhein, nahm an der Belagerung von Metz teil und avancierte am 6. September 1870 zum Premierleutnant. Als solcher wirkte er bei seinem Regiment ab Oktober 1870 in den Kämpfen bei Amiens, Péronne, Buchy, an der Schlacht an der Hallue sowie bei Bapaume.
Ausgezeichnet mit dem Eisernen Kreuz II. Klasse und dem Ehrenritterkreuz II. Klasse des Oldenburgischen Haus- und Verdienstordens des Herzogs Peter Friedrich Ludwig mit Schwertern wurde Lippe nach dem Friedensschluss Ende Oktober 1871 zur Dienstleistung beim Großen Generalstab kommandiert, diesem am 16. April 1872 als Hauptmann zugeteilt sowie am 20. November 1872 zum Generalstab des XIV. Armee-Korps versetzt. Am 20. November 1873 trat Lippe mit der Ernennung zum Kompaniechef im 3. Brandenburgischen Infanterie-Regiment Nr. 20 wieder in den Truppendienst zurück und wurde am 17. Oktober 1876 unter Stellung à la suite für zwei Jahre beurlaubt.
Am 12. August 1879 trat er den Dienst als Kompaniechef im 3. Badischen Infanterie-Regiments Nr. 111 wieder an. Am 16. August 1883 wurde er als überzähliger Major in das 4. Brandenburgische Infanterie-Regiment Nr. 24 versetzt und als Adjutant zum Generalkommando des IX. Armee-Korps kommandiert. Am 14. Juli 1885 wurde er als Kommandeur des II. Bataillons in das Königs-Grenadier-Regiment (2. Westpreußisches) Nr. 7 nach Liegnitz versetzt. Daran schloss sich am 27. Januar 1890 eine Verwendung als Oberstleutnant und etatmäßiger Stabsoffizier im Infanterie-Regiment „Vogel von Falckenstein“ (7. Westfälisches) Nr. 56 in Wesel an. Am 29. März 1892 übernahm er als Oberst das Kommando über das Niederrheinische Füsilier-Regiment Nr. 39 in Düsseldorf. Im Juni 1893 zeichnete ihn sein Regimentschef Erzherzog Rainer mit dem Orden der Eisernen Krone II. Klasse aus und Kaiser Wilhelm II. würdigte ihn im Januar 1896 durch die Verleihung des Kronen-Ordens II. Klasse. Unter Beförderung zum Generalmajor wurde Lippe am 18. April 1896 Kommandeur der 13. Infanterie-Brigade in Magdeburg und in dieser Eigenschaft anlässlich des Ordensfestes im Januar 1898 mit dem Roten Adlerorden II. Klasse mit Eichenlaub ausgezeichnet. In Genehmigung seines Abschiedgesuches wurde er am 24. Mai 1898 mit der gesetzlichen Pension zur Disposition gestellt.

### Ruhesitze

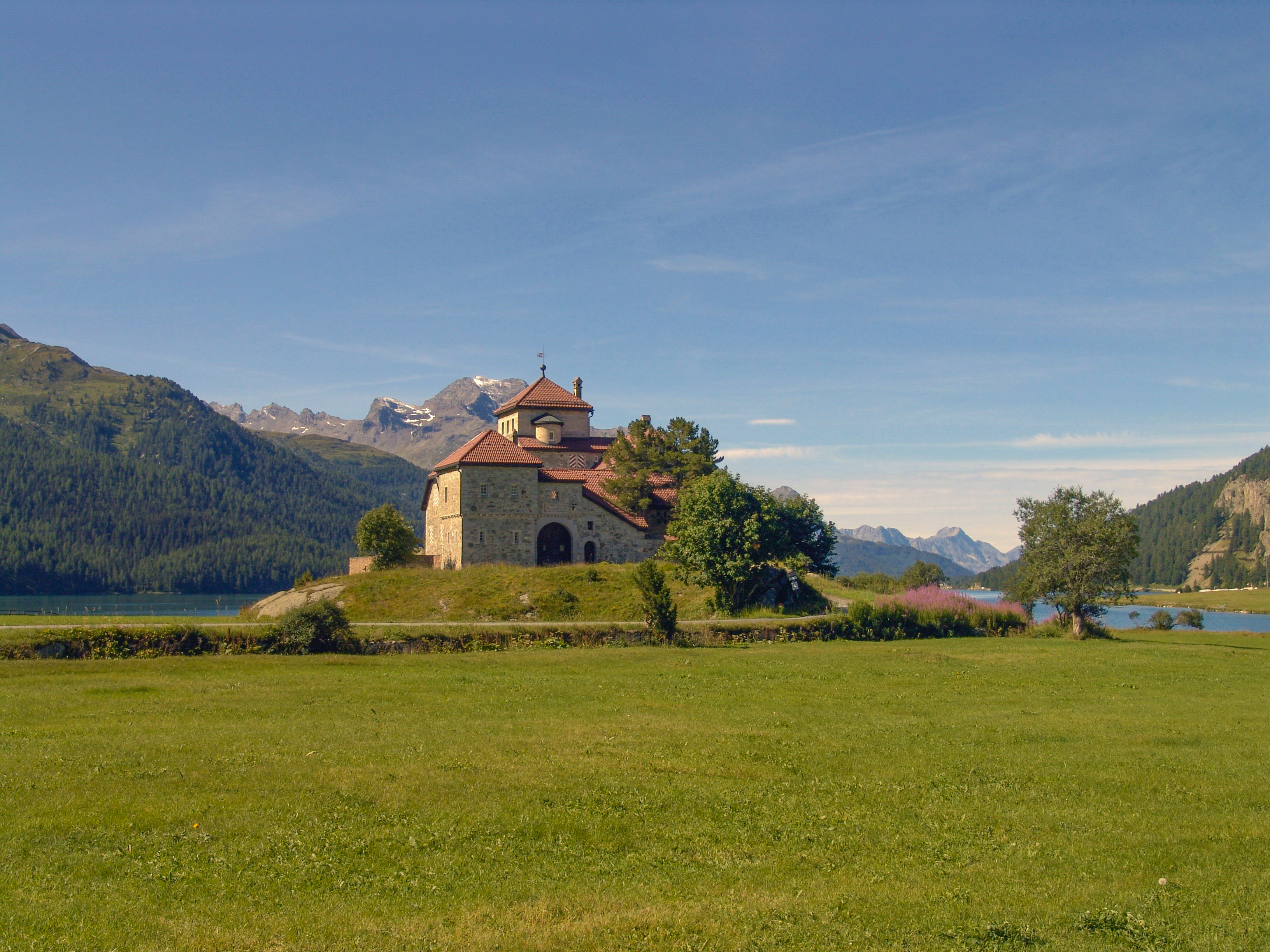
Schloss Crap da Sass

Als Ruhesitz bezog Adolf von der Lippe am Ufer des Lago Maggiore bei Stresa (Piemont) die 1870 errichtete Villa Dora mit einem 250 Meter hoch ansteigenden Garten. Dieser mondäne Besitz, der einen herrlichen Blick auf die Borromäischen Inseln ermöglichte, war ihm durch seine Ehefrau zugefallen.
Von 1904 bis 1906 ließ er durch den jungen Schweizer Architekten Nicolaus Hartmann als Neubau der Burgenrenaissance am Silvaplanersee in Surlej (Oberengadin) das späthistoristische, im Innern im Jugendstil gestaltete Schloss Crap da Sass errichten. Als Bauherren der Burgenrenaissance waren von der Lippes Schwager Louis Fréderic Jacques Ravené und dessen Sohn Louis Auguste Ravené vorausgeschritten, indem sie in den Jahren 1868 bis 1877 die Reichsburg Cochem wieder aufbauen ließen.